# Barbara Rush
Barbara Rush (Denver, 4 de janeiro de 1927 – Beverly Hills, 31 de março de 2024) foi uma atriz estadunidense.

## Biografia
Barbara apresentava-se no teatro desde os 10 anos de idade, na Califórnia e, quando cursou a Universidade da Califórnia em Santa Bárbara, foi premiada como a melhor atriz por seu desempenho como "Birdie" na peça "The Little Foxes" ("Pérfida").
Ao terminar a faculdade recebeu uma bolsa para cursar a prestigiada escola de arte dramática Pasadena Playhouse; contratada pela Universal, casou-se com o também ator Jeffrey Hunter, com quem teve em 1952 o filho Chistopher.
Em 1954, Barbara e o seu então marido Jeffrey Hunter estiveram no Brasil, para o Festival Internacional de Cinema a convite de Jorge Guinle; trouxeram também o filho e, apesar de ser uma estrela ainda pouco conhecida, fez bastante sucesso junto à imprensa local, que elogiava seu "talento e versalidade" e a "aparência suave e doce".
Em seus mais de setenta anos de carreira contracenou com astros como Marlon Brando, Paul Newman ou Kim Novak.
Em 2019, mesmo com 92 anos de idade, a atriz ainda representava, participando de comerciais para televisão com um onde aparece trocando cédulas por grande quantidade de moedas e que viralizou nas redes sociais.
Barbara morreu em 31 de março de 2024, aos 97 anos, a informação foi confirmada por sua filha, a jornalista Claudia Cowan.

## Filmografia
1. "The First Legion";
2. "O Príncipe dos Piratas" 1953, com John Derek;
3. "O Fim do Mundo";
4. "Sublime Obsessão (1954)
5. "Herança Sagrada" (1954)
6. "A Mulher do Próximo" - Fox, 1958, com Jeffrey Hunter e Joanne Woodward;
7. O Escudo negro de Falworth";
8. "Delírio de Loucura";
9. "Vôo Para Hong Kong";
10. "Os Deuses Vencidos";
11. "Um Mundo Entre Cordas";
12. Bigger Than Life
13. " O bem-amado";
14. "Flechas Incendiárias";
15. "Estratégia do terror";
16. "Sangue rebelde", com Rock Hudson;
17. "Quebec";
18. "Molly";
19. "Flaming Feather";
20. "A Legião Branca";
21. "O Moço de Filadélfia" (The Young Philadelphians - 1959), com paul Newman e Alex Smith sob a direção de Vincent Sherman;
22. "O Nono Mandamento", etc.